# 3060 Делькано
3060 Делькано (3060 Delcano) — астероїд головного поясу, відкритий 12 вересня 1982 року.
Тіссеранів параметр щодо Юпітера — 3,577.